# Кэллахан, Райан
Ра́йан Кэ́ллахан (англ. Ryan Callahan; род. 21 марта 1985, Рочестер, штат Нью-Йорк) — бывший американский хоккеист, нападающий.

## Биография
В Ontario Provincial Junior A Hockey League выступал за «Сиракьюз Джуниор Кранч» и «Баффало Лайтнинг». В 2002—2006 годах выступал в юниорской Хоккейной лиге Онтарио за «Гуэльф Сторм», в составе этой команды обладатель Кубка Дж. Росса Робертсона (приза победителю плей-офф лиги) 2004 года. Выбран на драфте НХЛ 2004 года командой «Нью-Йорк Рейнджерс» под 127-м номером. С 2006 года выступает за «Нью-Йорк Рейнджерс». Играл также в АХЛ за «Хартфорд Вулф Пэк». С сентября 2011 по март 2014 года являлся капитаном «Нью-Йорк Рейнджерс».
5 марта 2014 года «Нью-Йорк Рейнджерс» обменяли Райана Кэллахана, условный выбор во втором раунде драфта-2014 (ставший выбором в первом раунде) и выбор в первом раунде драфта-2015 года в «Тампа-Бэй Лайтнинг», получив взамен нападающего Мартена Сан-Луи. Позднее команды обменялись драфт-пиками в связи с подписанием «Тампой» в 2014 году нового контракта с Кэллаханом: «Тампа» получила выбор в седьмом раунде, а «Рейнджерс» во втором раунде драфта-2015. Соглашение было подписано на 6 лет на сумму $ 5,8 млн за сезон.
В составе сборных США участник молодёжного чемпионата мира 2005 года и серебряный призёр Олимпийских игр 2010 года.
Был включён в состав сборной для участия в Кубке мира 2016, однако из-за травмы был заменён на Кайла Палмьери.